# Theodōros Vasilakakīs
Theodōros Vasilakakīs (in greco Θεόδωρος Βασιλακάκης?; Salonicco, 20 luglio 1988) è un ex calciatore greco, di ruolo centrocampista.

## Carriera
Ha giocato nella prima divisione greca ed in quella cipriota.